# Бобашинський Володимир Олександрович
Володимир Олександрович Бобашинський (4 квітня 1931, Великі Луки — 28 серпня 2011, Сімферополь) — радянський та український журналіст, головний редактор газети « Кримська правда», тридцять років — з 1965 по 1995 рік очолював газету, а потім ще 11 років був заступником головного редактора .

## Життєпис
Народився 4 квітня 1931 року в місті Великі Луки Псковської області. У 1947 році у 15-річному віці почав працювати учнем автослюсаря на Львівському мотороремонтному заводі, потім там же намотником електромоторів.
1954 року закінчив Львівський державний університет за спеціальністю редактор політичної та художньої літератури та був направлений на роботу відповідальним секретарем газети «Гірник» у Донецькій області.
У 1957 році, переїхавши до українського Криму, працював відповідальним секретарем газети Радянський Крим, а потім редактором газети Кримський комсомолець .
У 1963 році закінчив Вищу партійну школу при ЦК КПРС .
Надалі 33 роки працював у газеті «Кримська правда»: з 1963 року — заступник редактора, з 1965-го по 1995 рік — головний редактор, у 1995—2006 роках — заступник редактора.
У 1967—1990 роках обирався депутатом Кримської обласної Ради народних депутатів, у 1990—1994 роках — депутат Верховної Ради Криму першого скликання .
У 1977—1991 роках — член правління Спілки журналістів СРСР .
Помер у 2011 році у Сімферополі. Похорон відбувся 31 серпня на цвинтарі «Абдал» .

## Нагороди
- орден Жовтневої Революції (1971)
- два ордени Трудового Червоного Прапора (1973, 1977)
- Грамота Президії Верховної Ради УРСР (1981)
- Заслужений журналіст УРСР (1988)
- Заслужений журналіст Автономної Республіки Крим (2001)[2]
- Почесна грамота Ради міністрів Автономної Республіки Крим (2001)[3]
- Почесна грамота Президії Верховної Ради Автономної Республіки Крим (2003)[4]
- Довічна державна стипендія видатним діячам інформаційної галузі (2003)[5]
- Відзнака Автономної Республіки Крим «За вірність обов'язку» (2011)[6]

## Цікаві факти
- Пам'ятник журналістам та поліграфістам Криму, встановлений у 1985 році у Сімферополі, за спогадом його скульптора В. С. Гордєєва, було встановлено з ініціативи Володимира Бобашинського[7] .
- Серед співробітників газети та серед журналістів був відомий як «Боб»[8] .
- Якось, за радянських часів, у газеті проскочив страшний ляп: у слові «обком» початкову «о» переплутали з «е». Перший секретар Кримського обкому Микола Кириченко потім довго пригадував Володимиру Бобашинському цей випадок[8] .
- Влітку 1984 року газета розмістила публікацію під назвою «На радість гусакам» про збирання врожаю зернових, в якій розкритикувала радгосп «Криничний» за те, що пшениця, що перевозиться, розсипається з вантажівок на радість гусям, що пасуться біля дороги. Але в останній момент виходу номера черговий прямо під публікацією поставив термінове повідомлення, що надійшло телетайпом « Прибуття Густава Гусака на відпочинок до Криму». Через це непорозуміння Володимира Бобашинського викликали до завідувача відділу адміністративних органів Кримського обкому Віталія Герцева[9] .